# Doom metal
Doom metal (bokstavlig översättning undergångsmetall) är en subgenre av Heavy Metal, som kännetecknas av att den är extremt långsam och tung. Musiken avser ge en känsla av, precis som namnet antyder, undergång. Genren uppträdde i mitten på 1980-talet, och de band som spelar den är ofta starkt inspirerade av Black Sabbaths tunga ljudbild. Några av de första banden som grundade stilen var Pagan Altar, Pentagram, Saint Vitus och Candlemass.

## Subgenrer
Doom metal har en mängd egna understilar. Här beskrivs några av dessa.

### Traditionell doom metal
påminner om 1970-talets heavy metal, men är tyngre. Bandexempel: Pentagram, Witchfinder General och Pagan Altar

### Gothic doom
är doom med element av gothic metal. Bandexempel: Virgin Black, Draconian, Type O Negative.

### Death/doom
avser doom metal med ett death metal-sound, som bandet Coffins exempelvis och My Dying Bride.

### Funeral doom
är en genre som ofta kallas den allra tyngsta formen av musik överhuvudtaget. Tyngden är det enda som räknas, och låtarna är ofta över 20 minuter långa. Bandexempel är norska Funeral och finska Thergothon.

### Drone doom
är en stil som är mer minimalistisk än funeral, generellt influerad av noise och ambience. Baserad på borduntoner. Bandexempel: Earth, Sunn O)))

### Stoner doom
är en blandning av doom metal och stoner metal. Bandexempel: BigElf, Sleep, Skraeckoedlan och Electric Wizard.

### Epic Doom
är en blandning av doom metal, Power metal och stilen är också känd för att ha textteman inom fantasy eller mytologi. Bandexempel: Candlemass, Solitude Aeturnus och Doomsword.